# Delia Nivolelli Grillo
Il Delia Nivolelli Grillo è un vino DOC la cui produzione è consentita nella provincia siciliana di Trapani.

## Vitigni con cui è consentito produrlo
- Grillo minimo 85%
- Possono concorrere alla produzione di detti vini, le uve di altri vitigni a bacca bianca, autorizzati e/o raccomandati per la provincia di Trapani, da soli o congiuntamente sino ad un massimo del 15%. [1]

## Caratteristiche organolettiche
- colore: giallo paglierino più o meno intenso
- odore: delicato, gradevole, caratteristico
- sapore: armonico, pieno, sapido

## Produzione
Provincia, stagione, volume in ettolitri
- nessun dato disponibile